# Could've Been You
«Could've Been You» («Це міг бути ти») — рок-пісня, вперше виконана Бобом Хелліганом і пізніше отримавша популярність у виконанні американської співачки та акторки Шер. Спочатку Хелліган написав пісню у співавторстві з Арні Роменом для свого альбому «Window in the Wall» 1991 року. Версія Шер була спродюсована Пітером Ешером і випущена в Європі на початку 1992 року як четвертий сингл із її двадцять першого студійного альбому «Love Hurts». Пісня є посланням головної героїні своєму колишньому коханцеві.
Версія Шер «Could've Been You» отримала позитивні відгуки критиків і посіла 31 сходинку у «UK Singles Chart». Шер просувала пісню, виступаючи на телешоу «Top of the Pops» та «Aspel and Company».

## Передумови
У 1991 році Боб Хелліган випустив свій альбом «Window in the Wall» на «Atco Records». Єдиним синглом альбому стала його заголовна пісня «Could've Been You», яку Хелліган написав у співавторстві з Арні Романом. За словами Хеллігана «Atco Records» переживали того року «політичний переворот» і його реліз був одним із небагатьох, які змогли побачити світ, надалі він говорив, що «пісня протрималася в радіо-ротації всього 3 тижні і залишилася непоміченою».
Пізніше того ж року Шер записала кавер-версію до «Could've Been You» для свого альбому «Love Hurts». Версія Шер була спродюсована Пітером Ешером, який раніше працював зі співачкою над її хітом «номер один» британського чарту 1991 року «The Shoop Shoop Song (It's in His Kiss)». Стороною-Б першого британського 7-дюймового синглу з «Could've Been You» стала пісня «One Small Step», виконана у дуеті з американським співаком та піснярем Річардом Пейджем, стороною-Б другого британського 7-дюймового синглу була «Love and Understanding». Другий британський 7-дюймовий сингл з «Could've Been You» та німецький максі-сингл були випущені з однією і тією ж обкладинкою, фотографією Шер у чорній маленькій сукні, тоді як на першому британському 7-дюймовому синглі використовувалося це ж фото, але в обрізаному варіанті, що демонструвало лише ноги співачки. Пізніше вся фотографія була використана для обкладинки турбука «Love Hurts Tour». Британський 12-дюймовий сингл вийшов останнім; його обкладинка була зроблена з прозорого вінілу й містила зображена Шер у довгій прямій чорній перуці. У 1993 році «Could've Been You» була перевидана як сторона-Б британського 7-дюймового синглу Шер «Whenever You're Near».
Шер просувала «Could've Been You», виконуючи її наживо на музичній телепередачі «Top of the Pops» 9 квітня 1992 року, за шість днів до початку свого першого європейського туру «Love Hurts Tour» у Берліні, Німеччина. Для виступу Шер одягнула кучеряву руду перуку і в костюмі з розстебнутим жакетом, що відкривав шкіряний бюстгальтер. 11 квітня 1992 року Шер також виконувала пісню на телешоу «Aspel and Company» й дала інтерв'ю ведучому Майклу Еспелу.

## Оцінки критиків
«Could've Been You» отримав позитивні відгуки критиків. Рок-критик Джим Фарбер з «Entertainment Weekly» сказав що в альбомі «має бути більше таких забавних треків, як „Could've Been You“, у якому, бажаючи помститися, вона залазить між ніг придурка і стискає». Девід Уайлд з газети округу Гілфорд, штат Північна Кароліна, «News & Record» назвав «Love and Understanding», «Save Up All Your Tears» і «Could've Been You» «сильними треками», які «показують, що вона все ще ефектна поп-співачка». В огляді газети міста Ворсестер, штат Массачусеттс, «Telegram & Gazette», зазначається, що «Шер намагається показати свою сексуальну майстерність у пісні, … чудовий засіб для неї, пісня „від першої особи“, адресована колишньому коханцю».

## Реліз
«Could've Been You» дебютувала у британському чарті синглів під 32 сходинкою 18 квітня 1992 року. На другому тижні вона досягла піку, посівши 31 сходинку, опустившись наступного тижня до 43-ої, а потім до 60 сходинки останнього четвертого тижня перебування у чарті. Пісня також потрапила до німецького чарту синглів наприкінці травня 1992 року, провівши у ньому сім тижнів і досягнувши максимальної 75 сходинки.

## Трек-лист
| - Європейський 7-дюймовий LP і касетний сингл 1. «Could've Been You» — 3:30 2. «One Small Step» — 3:28 - Британський 7-дюймовий LP і касетний сингл 1. «Could've Been You» — 3:30 2. «Love and Understanding» — 4:43 | - Європейський 12-дюймовий LP і CD сингл 1. «Could've Been You» — 3:30 2. «One Small Step» — 3:28 3. «When Love Calls Your Name» — 3:32 - UK 12-дюймовий LP і CD сингл 1. «Could've Been You» — 3:30 2. «Love and Understanding» — 4:43 3. «Save Up All Your Tears» — 4:00 |

## Технічний персонал
- Оформлення — Кевін Рейган
- Менеджмент — Білл Семмет, Джон Калоднер
- Фотографія — Херб Ріттс
- Продюсер — Пітер Ешер
- Запис та зведення — Френк Волф

## Чарти
| Чарт (1992)                        | Позиція |
| ---------------------------------- | ------- |
| Європа (European Hot 100 Singles)  | 73      |
| Німеччина (Media Control AG)       | 75      |
| Велика Британія (UK Singles Chart) | 31      |